# Клоакальная экстрофия
Клоакальная экстрофия (КЭ) — тяжёлый врождённый дефект, при котором обнажается большая часть органов брюшной полости (мочевого пузыря и кишечника). Часто вызывает расщепление мочевого пузыря, половых органов и заднего прохода.
Диагностика может включать в себя ультразвуковое исследование, цистоуретрограмму мочеиспускания (VCUG), внутривенную пиелограмму (IVP), ядерную ренограмму, компьютерную осевую томографию (CAT Scan) и магнитно-резонансную томографию. Это редкий врождённый дефект, встречающийся с вероятность 1 на 200 000 беременностей и 1 на 400 000 рождённых детей. КЭ вызвана дефектом брюшной стенки тела. Это нарушение гораздо сложнее классической формы экстрофии и требует очень серьёзной оценки ассоциированных пороков развития нервной системы, верхней части мочевыводящей системы и желудочно-кишечного тракта. С большой вероятностью может потребоваться регулярная катетеризация.